# Sericania shikokuana
Sericania shikokuana är en skalbaggsart som beskrevs av Takeshiko Nakane 1954. Sericania shikokuana ingår i släktet Sericania och familjen Melolonthidae. Inga underarter finns listade i Catalogue of Life.